# 王毅 (三國)
王毅（？—306年），長沙人，先後效命東吳、西晉。

## 生平
王毅曾為東吳蒼梧太守。晉朝對東吳發動進攻時，鎮南將軍滕修率領軍隊去救難。到巴丘時候，孫皓已經投降。王毅後跟隨滕修與廣州刺史閭豐送印綬。
西晉時，擔任廣州刺史一職，熟悉南越之民情。為人倜儻有度量。

## 後代
- 子王矩，字令式，西晉南平太守、廣州刺史。
- 子王機，字令明，西晉成都内史、廣州刺史。